# Łęg (rivière)
Pour les articles homonymes, voir Łęg.
La Łęg est un affluent de la rive droite de la Vistule. Longue de 85,51 km, elle prend sa source dans les Carpates occidentales au nord de Rzeszów et rejoint la Vistule en aval de Sandomir. La superficie de son bassin versant est de 960,2 km2.